# Apache (film)
Apache är en amerikansk film från 1954 i regi av Robert Aldrich. Huvudrollen spelas av Burt Lancaster.

## Handling
Efter apachehövdingen Geronimos kapitulation blir krigaren Masai tillfångatagen och skickas till Florida. Men han flyr och jagas av kavalleriet.

## Rollista (urval)
- Burt Lancaster - Masai
- Jean Peters - Nalinle
- John McIntire - Al Sieber
- Charles Bronson - Hondo
- John Dehner - Weddle
- Monte Blue - Geronimo